# 南風 (アルバム)
『南風』（みなみかぜ）は、2002年3月21日に、ビクターエンタテインメントから発売された夏川りみのミニ・アルバム。

## 概説
1曲目には夏川の名を一躍有名にした「涙そうそう」が収録されている。これはシングル「涙そうそう」やアルバム『てぃだ 〜太陽・風ぬ想い〜』に収録されているのと同じ音源である。
1曲目以外は全て吉川忠英が編曲と伴奏を担当。吉川は夏川の歌声を「まさに南国の夜にキラメく大きな星の様に、強く、やさしく、あたたかく、僕の心をくすぐってゆく」と評している。
5曲目の「てぃんさぐぬ花」は沖縄民謡で、他は全てカバー曲である。2003年9月26日にはシングル「童神〜ヤマトグチ〜」を発表しているが、ここに収録されているのはオリジナルのウチナーグチ・バージョンである。「童神」は夏川が愛唱している子守唄で、「胎教にいい」と評判にもなり、夏川のレパートリーとして定着している。オリジナルの歌手の古謝美佐子との共演でもたびたび歌っており、2006年3月22日発売のアルバム『RIMITs 〜ベスト・デュエット・ソングス〜』には古謝とのデュエットによる「童神 〜太陽・月バージョン〜」が収録されている。
このほか「黄金の花」はネーネーズ、「イラヨイ月夜浜」は大島保克、「花」は喜納昌吉&チャンプルーズのそれぞれカバー曲である。夏川は「花」を2006年の第57回NHK紅白歌合戦でも歌唱。

## 収録曲
1. 涙そうそう（4：20）[1]
  - 作詞：森山良子／作曲：BEGIN／編曲：京田誠一
2. 童神（5：10）[1]
  - 作詞：古謝美佐子／作曲：佐原一哉／編曲：吉川忠英
3. 黄金の花（4：49）[1]
  - 作詞：岡本おさみ／作曲：知名定男／編曲：吉川忠英
4. イラヨイ月夜浜（5：42）[1]
  - 作詞：大島保克／作曲：比嘉栄昇／編曲：吉川忠英
5. てぃんさぐぬ花（4：34）[1]
  - 編曲：吉川忠英
6. 花（6：23）[1]
  - 作詞・作曲：喜納昌吉／編曲：吉川忠英
7. 涙そうそう（ウチナーグチ・バージョン）（4：16）[1]
  - ウチナーグチ訳詞：新城俊昭／編曲：吉川忠英